# Uzunkavak, Reyhanlı
Uzunkavak là một xã thuộc huyện Reyhanlı, tỉnh Hatay, Thổ Nhĩ Kỳ. Dân số thời điểm năm 2011 là 1.008 người.